# Championnats d'Europe de roller de vitesse 2017
Navigation
Édition précédente Édition suivante
Les championnats d'Europe de roller course 2017, ont lieu du 1 au 8 juillet 2017 à Lagos au Portugal.

## Podiums

### Femmes
| Épreuves                    | Or                                                       | Argent                                                             | Bronze                                                   |
| Piste                       | Piste                                                    | Piste                                                              | Piste                                                    |
| --------------------------- | -------------------------------------------------------- | ------------------------------------------------------------------ | -------------------------------------------------------- |
| 300 m c.l.m                 | Sandrine Tas                                             | Stien Vanhoutte                                                    | Vanessa Herzog                                           |
| 500 m sprint                | Vanessa Herzog                                           | Francesca Lollobrigida                                             | Jenny Peissker                                           |
| 1 000 m sprint              | Francesca Lollobrigida                                   | Vanessa Herzog                                                     | Maite Ancin                                              |
| 10 000 m points-élimination | Francesca Lollobrigida                                   | Sandrine Tas                                                       | Maite Ancin                                              |
| 15 000 m élimination        | Francesca Lollobrigida                                   | Sandrine Tas                                                       | Giulia Lollobrigida                                      |
| 3 000 m relais              | Allemagne Laethisia Schimek Jenny Peissker Josie Hofmann | Espagne Maite Ancin Maialen Oñate Sheyla Posada                    | France Josephine Alliaud Marine Lefeuvre Maelann Le Roux |
| Route                       |                                                          |                                                                    |                                                          |
| 100 m sprint                | Vanessa Herzog                                           | Sandrine Tas                                                       | Giulia Bongiorno                                         |
| un tour de sprint           | Vanessa Herzog                                           | Sheyla Posada                                                      | Giulia Bongiorno                                         |
| 10 000 m points             | Francesca Lollobrigida                                   | Sandrine Tas                                                       | Laura Brandolini                                         |
| 20 000 m élimination        | Francesca Lollobrigida                                   | Sandrine Tas                                                       | Giulia Lollobrigida                                      |
| 5 000 m relais              | Belgique Sandrine Tas Stien Vanhoutte Anke Vos           | Italie Francesca Lollobrigida Giulia Lollobrigida Laura Brandolini | Espagne Sheyla Posada Maite Ancin zMaialen Oñate         |
| Longue distance             |                                                          |                                                                    |                                                          |
| 42 195 m                    | Manon Kamminga                                           | Francesca Lollobrigida                                             | Josie Hofmann                                            |

### Hommes
| Épreuves                    | Or                                                                    | Argent                                                        | Bronze                                                    |
| Piste                       | Piste                                                                 | Piste                                                         | Piste                                                     |
| --------------------------- | --------------------------------------------------------------------- | ------------------------------------------------------------- | --------------------------------------------------------- |
| 300 m c.l.m                 | Simon Albrecht                                                        | Darren De Souza                                               | Mathias Vosté                                             |
| 500 m sprint                | Simon Albrecht                                                        | Ioseba Fernandez                                              | Darren De Souza                                           |
| 1 000 m sprint              | Stefano Mareschi                                                      | Bart Swings                                                   | Patxi Peula                                               |
| 10 000 m points-élimination | Timothy Loubineaud                                                    | Bart Swings                                                   | Daniel Niero                                              |
| 15 000 m élimination        | Stefano Mareschi                                                      | Daniel Niero                                                  | Patxi Peula                                               |
| 3 000 m relais              | Belgique Bart Swings Mathias Vosté Tim Sibiet Karel Meulders          | Allemagne Felix Rijhnen Simon Albrecht Thimo Kiesslich        | France Timothy Loubineaud Nolan Beddiaf Quentin Giraudeau |
| Route                       |                                                                       |                                                               |                                                           |
| 100 m sprint                | Ioseba Fernandez                                                      | Darren De Souza                                               | Segio Borja                                               |
| un tour de sprint           | Ioseba Fernandez                                                      | Mathias Vosté                                                 | Andrea Angeletti                                          |
| 10 000 m points             | Nolan Beddiaf                                                         | Patxi Peula                                                   | Timothy Loubineaud                                        |
| 20 000 m élimination        | Nolan Beddiaf                                                         | Daniel Niero                                                  | Patxi Peula                                               |
| 5 000 m relais              | Italie Daniel Niero Giuseppe Bramante Duccio Marsili Stefano Mareschi | Portugal Diogo Marreiros Martyn Dias David Pedro Márcio Costa | France Nolan Beddiaf Joris Garderes Quentin Giraudeau     |
| Longue distance             |                                                                       |                                                               |                                                           |
| 42 195 m                    | Bart Swings                                                           | Nolan Beddiaf                                                 | Crispijn Arien                                            |

## Tableau des médailles
- Pays organisateur

| Rang  | Nation    | Or | Argent | Bronze | Total |
| ----- | --------- | -- | ------ | ------ | ----- |
| 1     | Italie    | 8  | 5      | 7      | 20    |
| 2     | Belgique  | 4  | 9      | 1      | 14    |
| 3     | France    | 3  | 3      | 5      | 11    |
| 4     | Allemagne | 3  | 1      | 2      | 6     |
| 5     | Autriche  | 3  | 1      | 1      | 5     |
| 6     | Espagne   | 2  | 4      | 7      | 13    |
| 7     | Pays-Bas  | 1  | 0      | 1      | 2     |
| 8     | Portugal  | 0  | 1      | 0      | 1     |
| Total | Total     | 24 | 24     | 24     | 72    |

## Sources
- Résultats des Championnats d'Europe, sur le site cers-cec.eu.